# Liste des évêques d'Almería

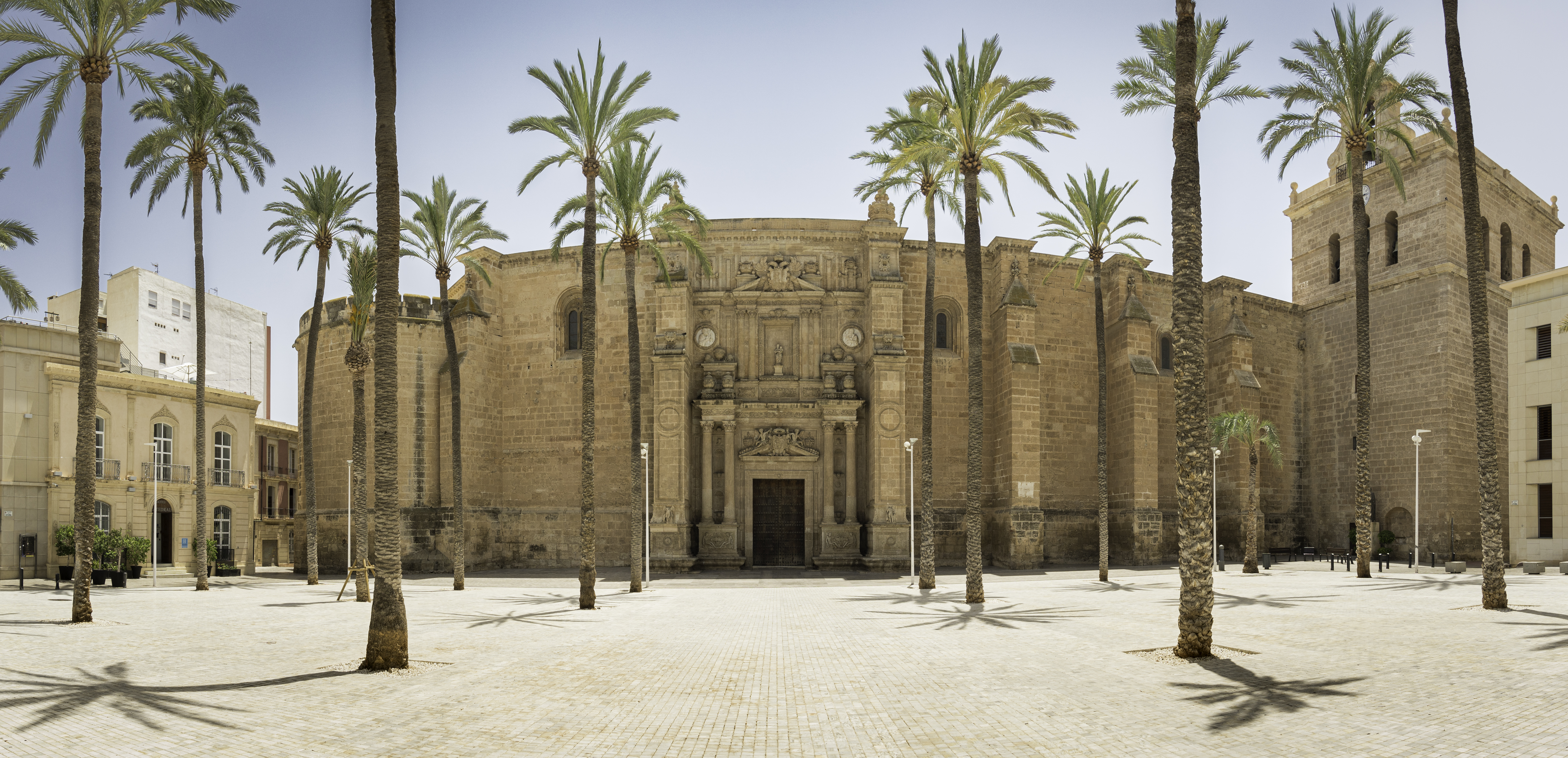
La cathédrale d'Almería.

Liste des évêques du diocèse d'Almería (Espagne) du Ier siècle à aujourd'hui :

## Liste des évêques d'Urci
- Ier siècle. 
- San Indalecio
- Santiago

- IIe siècle. vers 300
- Pedro de Abdera 589
- Marcelo I 633
- Marcelo II 653
- Palmacio 675
- Avito 688
- Genesio 862
- Ya 'qub b. Mahran 941
- Domingo 1147 et 1157

## Liste des évêques d'Almería
- Pedro 1257
- Diego o Santiago de la Fuente jusqu'à 1434
- Pedro de Écija 1434
- Fernando de Aguilar 1443
- Alfonso Pernas 1447
- Juan de Guetaria 1449
- Bartolomé de Soria 1473
- Francisco Sosa (1515-1520)
- Juan González Meneses (1520-1521)
- Diego Fernández de Villalán, O.F.M. (1523-1556)
- Antonio Corrionero de Babilafuente (1557-1570)
- Francisco Briceño (1571-1571)
- Diego González (1572-1587)
- Juan García (1587-1601)
- Juan Portocarrero, O.F.M. (1602-1631)
- Antonio Viedma Chaves, O.P. (1631-1631)
- Bartolomé Santos de Risoba (6 juin 1633-26 septembre 1633) (aussi évêque de León)
- Antonio González Acevedo (1633-1637) (aussi évêque de Coria)
- José Valle de la Cerda, O.S.B. (1637-1640) (aussi évêque de Badajoz)
- José Argáiz Pérez (1641-1645) (aussi évêque de Avila)
- Luis Venegas Figueroa (1646-1651)
- Alfonso de San Vítores y Fransarcen (1652-1654)
- Enrique Peralta y Cárdenas (1654-1659)
- Alfonso Pérez de Humanares (1659-1663)
- Rodrigo de Mandía y Parga (1663-1672)
- Francisco de Luna y Sarmiento (1672-1675)
- Antonio Ibarra (1675-1681)
- Juan Grande Santos de San Pedro (1681-1683)
- Andrés de la Moneda (1683-1688)
- Domingo Orueta y Ceciaga (1688-1701)
- Juan Leyva (1701-1704)
- Juan Bonilla Vargas, O.SS.T. (1704-1710) (aussi évêque de Cordoue)
- Manuel de Santo Tomás Mendoza, O.P. (1707-1713) (aussi évêque de Malaga)
- Jerónimo del Valle Ledesma (1714-1722)
- José Pereto Ricarte, O. de M. (1723-1730)
- José María Ibáñez (1730-1734)
- Diego Felipe Perea Magdaleno (1735-1741) (aussi archevêque de Burgos)
- Gaspar Molina Rocha, O.S.A. (1741-1760)
- Claudio Sanz Torres y Ruiz de Castañedo (1761-1779)
- Anselmo Rodríguez, O.S.B. (1780-1798)
- Juan Antonio de la Virgen María y Viana (1798-1800)
- Francisco Javier Mier Campillo (1802-1815)
- Antonio Pérez Minayo (1818-1833)
- Anacleto Meoro Sánchez (1847-1864)
- Andrés Rosales Muñoz (1864-1872)
- José María Orberá y Carrión (1875-1886)
- Santos Zárate y Martínez (1887-1906)
- Vicente Casanova y Marzol (1907-1921) (aussi archevêque de Grenade)
- Bernardo Martínez y Noval, O.S.A. (1921-1934)
- Diego Ventaja Milán (1935-1936)
- Enrique Delgado y Gómez (1943-1946) (aussi évêque de Pampelune)
- Alfonso Ródenas García (1947-1965)
- Ángel Suquía Goicoechea (1966-1969) (aussi évêque de Malaga)
- Manuel Casares Hervás (1970-1989)
- Rosendo Alvarez Gastón (1989-2002)
- Adolfo González Montes (2002-2021)
- Antonio Gómez Cantero (es) (2021- ), évêque coadjuteur puis évêque